# Temporada da Indy Lights de 1993
Essa foi a 8° temporada do campeonato.

## Equipes e pilotos
Este gráfico reflete apenas as combinações confirmadas e citadas de piloto, motor e equipe.
| Equipe                  | Chassis | Motor | Pneus | No. | Piloto(s)        | Etapa(s) |
| ----------------------- | ------- | ----- | ----- | --- | ---------------- | -------- |
| Tasman Motorsports      | Lola    | Buick | G     | 3   | Bryan Herta      | Todas    |
| Tasman Motorsports      | Lola    | Buick | G     | 4   | Steve Robertson  | Todas    |
| Martin Racing           | Lola    | Buick | G     | 33  | Franck Fréon     | Todas    |
| Martin Racing           | Lola    | Buick | G     | 6   | César Jiménez    |          |
| Stewart Racing          | Lola    | Buick | G     | 23  | Pedro Chaves     | Todas    |
| Stewart Racing          | Lola    | Buick | G     | 59  | James Weaver     |          |
| Bradley Motorsports     | Lola    | Buick | G     | 9   | Robbie Groff     | Todas    |
| Bradley Motorsports     | Lola    | Buick | G     | 10  | Harald Huysman   | Todas    |
| Dick Simon Racing       | Lola    | Buick | G     | 11  | Nick Firestone   | Todas    |
| Dick Simon Racing       | Lola    | Buick | G     | 12  | Sandy Brody      | Todas    |
| ZW Motorsports          | Lola    | Buick | G     | 19  | Fredrik Ekblom   |          |
| ZW Motorsports          | Lola    | Buick | G     | 14  | David Pook       |          |
| Greg Moore Racing       | Lola    | Buick | G     | 20  | Greg Moore       | Todas    |
| Greg Moore Racing       | Lola    | Buick | G     | 21  | Russell Spence   |          |
| Team Enza               | Lola    | Buick | G     | 76  | Robert Amrén     |          |
| Team Enza               | Lola    | Buick | G     | 88  | Hubert Haupt     |          |
| Dorricott Racing        | Lola    | Buick | G     | 32  | Bob Dorricott Jr |          |
| Dorricott Racing        | Lola    | Buick | G     | 33  | Ray Richter      |          |
| Leading Edge Motorsport | Lola    | Buick | G     | 35  | Jeff Ward        |          |
| Leading Edge Motorsport | Lola    | Buick | G     | 36  | Mark Dismore     |          |
| TransAtlantic Racing    | Lola    | Buick | G     | 41  | Scott Schubot    |          |
| TransAtlantic Racing    | Lola    | Buick | G     | 42  | Yukio Okamoto    |          |
| Miller Racing Team      | Lola    | Buick | G     | 62  | Jack Miller      | Todas    |
| Miller Racing Team      | Lola    | Buick | G     | 99  | Bob Reid         |          |
| DAMS                    | Lola    | Buick | G     | 16  | Richard Nauert   |          |
| DAMS                    | Lola    | Buick | G     | 17  | Tony Ave         |          |
| Pacific Racing          | Lola    | Buick | G     | 16  | Fausto Galdi     |          |
| Pacific Racing          | Lola    | Buick | G     | 17  | Mike Palumbo     |          |
| Super Nova Racing       | Lola    | Buick | G     | 16  | Mark Ritchey     |          |
| Super Nova Racing       | Lola    | Buick | G     | 17  | Scott Wood       |          |
| Leyton House Racing     | Lola    | Buick | G     | 16  | Tom Finnelly Jr  |          |

## Calendário
| #  | Data           | Grande Prêmio       | Circuito                                 | Local                         |
| -- | -------------- | ------------------- | ---------------------------------------- | ----------------------------- |
| 1  | 4 de Abril     | GP de Phoenix       | O Phoenix International Raceway          | Phoenix, Arizona              |
| 2  | 18 de Abril    | GP de Long Beach    | R Ruas de Long Beach                     | Long Beach, Califórnia        |
| 3  | 6 de Junho     | GP de Milwaukee     | O Milwaukee Mile                         | Milwaukee, Wisconsin          |
| 4  | 13 de Junho    | GP de Detroit       | R Renaissance Center                     | Detroit, Michigan             |
| 5  | 27 de Junho    | GP de Portland      | R Portland International Raceway         | Portland, Oregon              |
| 6  | 11 de Julho    | GP de Cleveland     | R Aeroporto de Cleveland Burke Lakefront | Cleveland, Ohio               |
| 7  | 18 de Julho    | GP de Toronto       | R Circuito de Rua de Toronto             | Toronto, Ontário              |
| 8  | 8 de Agosto    | GP de New Hampshire | O New Hampshire Motor Speedway           | Loudon, Nova Hampshire        |
| 9  | 29 de Agosto   | GP de Vancouver     | R Ruas de Vancouver                      | Vancouver, Colúmbia Britânica |
| 10 | 12 de Setembro | GP de Mid-Ohio      | R Mid-Ohio Sports Car Course             | Lexington, Ohio               |
| 11 | 19 de Setembro | GP de Nazareth      | O Nazareth Speedway                      | Nazareth, Pensilvânia         |
| 12 | 3 de Outubro   | GP de Laguna Seca   | R Laguna Seca Raceway                    | Monterey, Califórnia          |

## Resultados
| #  | Grande Prêmio       | Pole position   | Volta mais rápidas | Vencedores      | Vencedores         | Info   |
| #  | Grande Prêmio       | Pole position   | Volta mais rápidas | Piloto          | Equipe             | Info   |
| -- | ------------------- | --------------- | ------------------ | --------------- | ------------------ | ------ |
| 1  | GP de Phoenix       | Bryan Herta     | Sandy Brody        | Sandy Brody     | Dick Simon Racing  | [ 2 ]  |
| 2  | GP de Long Beach    | Franck Fréon    | Bryan Herta        | Steve Robertson | Tasman Motorsports | [ 3 ]  |
| 3  | GP de Milwaukee     | Steve Robertson | Nick Firestone     | Bryan Herta     | Tasman Motorsports | [ 4 ]  |
| 4  | GP de Detroit       | Bryan Herta     | Greg Moore         | Steve Robertson | Tasman Motorsports | [ 5 ]  |
| 5  | GP de Portland      | Franck Fréon    | Fredrik Ekblom     | Franck Fréon    | Martin Racing      | [ 6 ]  |
| 6  | GP de Cleveland     | Bryan Herta     | Steve Robertson    | Bryan Herta     | Tasman Motorsports | [ 7 ]  |
| 7  | GP de Toronto       | Steve Robertson | Bryan Herta        | Bryan Herta     | Tasman Motorsports | [ 8 ]  |
| 8  | GP de New Hampshire | Bryan Herta     | Robbie Groff       | Steve Robertson | Tasman Motorsports | [ 9 ]  |
| 9  | GP de Vancouver     | Steve Robertson | Bryan Herta        | Bryan Herta     | Tasman Motorsports | [ 10 ] |
| 10 | GP de Mid-Ohio      | Bryan Herta     | Bryan Herta        | Bryan Herta     | Tasman Motorsports | [ 11 ] |
| 11 | GP de Nazareth      | Bryan Herta     | Bryan Herta        | Bryan Herta     | Tasman Motorsports | [ 12 ] |
| 12 | GP de Laguna Seca   | Bryan Herta     | Bryan Herta        | Bryan Herta     | Tasman Motorsports | [ 13 ] |

## Classificação Final

### Resultado após doze etapas
Para cada corrida os pontos foram premiados: 20 pontos para o vencedor, 16 para o vice-campeão, 14 para o terceiro lugar, 12 para o quarto lugar, 10 para o quinto lugar, 8 para o sexto lugar, 6 sétimo, diminuindo para 1 ponto 12º lugar. Pontos adicionais foram concedidos ao vencedor da pole (1 ponto) e ao piloto que liderou a maioria das voltas (1 ponto).
| Pos | Driver           | STP | PHX | LBH | ALA | IGP | TEX | ROA | IOW | TOR | MDO | POC | GAT | Pts |
| --- | ---------------- | --- | --- | --- | --- | --- | --- | --- | --- | --- | --- | --- | --- | --- |
| 1   | Bryan Herta      | 2   | 3   | 1   | 2   | 4   | 1   | 1   | 13  | 1   | 1   | 1   | 1   | 213 |
| 2   | Franck Fréon     | 9   | 2   | RET | 4   | 1   | 3   | 2   | 7   | 5   | 6   | 3   | RET | 122 |
| 3   | Steve Robertson  | 8   | 1   | RET | 1   | RET | 2   | 13  | 1   | RET | 2   | RET | 8   | 107 |
| 4   | Pedro Chaves     | 6   | 4   | 10  | RET | 7   | 5   | 3   | 9   | 2   | 3   | 7   | 4   | 105 |
| 5   | Robbie Groff     | 3   | 5   | RET | 3   | RET | 4   | 5   | 2   | RET | RET | 4   | 3   | 103 |
| 6   | Nick Firestone   | RET | RET | 2   | 13  | 6   | 11  | 6   | 8   | 4   | 5   | 2   | 6   | 85  |
| 7   | Fredrik Ekblom   |     | 7   | 8   | RET | 2   | RET | 4   | 5   | 9   | 8   | 5   | 5   | 78  |
| 8   | Harald Huysman   | 7   | 8   | 6   | 6   | RET | 7   | 7   | 3   | 7   | 7   | 10  | 14  | 68  |
| 9   | Greg Moore       | 5   | 17  | 5   | 8   | 3   | 10  | 8   | RET | RET | 4   | 8   | RET | 64  |
| 10  | Sandy Brody      | 1   | 15  | 9   | RET | RET | RET | DNS | 6   | 8   | 14  | 12  | 7   | 44  |
| 11  | Buzz Calkins     |     | 11  | 4   | 10  | 11  | 13  | RET | 4   | 11  | 13  | 6   | 10  | 44  |
| 12  | Eddie Lawson     |     |     |     |     | 8   | 9   |     | 10  | 3   | RET |     | 2   | 42  |
| 13  | Robert Amrén     | 10  | 6   | 3   | RET |     | 6   | 12  | DNS | RET |     |     |     | 34  |
| 14  | Hubert Haupt     |     | RET | 12  | 7   | 10  | 8   | 9   |     | 6   | 9   | RET | RET | 31  |
| 15  | César Jiménez    | RET | 9   | 7   |     |     | 12  | RET | 11  | RET | 10  | 11  | RET | 19  |
| 16  | Bob Dorricott Jr | DNS | 10  | RET | 9   | 5   |     | RET |     | 12  |     |     | 12  | 19  |
| 17  | Jeff Ward        | 4   | 16  | 11  | 11  | RET |     |     |     |     |     |     |     | 16  |
| 18  | Scott Schubot    | 11  | 13  | 13  | 12  | 9   | 15  | 10  | 12  | 10  | 11  | RET |     | 16  |
| 19  | James Weaver     |     | RET |     | 5   |     | RET | 14  |     |     | RET | 9   | RET | 14  |
| 20  | Mark Dismore     |     |     |     |     |     |     |     |     |     | RET |     | 9   | 4   |
| 21  | Bob Reid         |     |     |     | 14  |     | 14  | 11  |     |     |     |     |     | 2   |
| 22  | Jack Miller      | RET | 18  | RET | RET | 12  | 19  | 15  | 14  | 13  | 12  | RET | RET | 2   |
| 23  | Yukio Okamoto    |     |     |     |     |     |     |     |     |     |     |     | 11  | 2   |
| 24  | Ray Richter      |     | 12  |     |     | 13  |     |     |     |     |     |     |     | 1   |
| 25  | David Pook       |     |     |     |     |     |     |     | RET |     |     |     | 13  | 0   |
| 26  | Richard Nauert   |     | 14  |     |     |     | 18  |     |     |     |     |     | 16  | 0   |
| 27  | Mike Palumbo     |     | RET | 14  | RET |     |     |     |     |     |     |     |     | 0   |
| 28  | Tom Finnelly Jr  |     |     |     |     |     |     |     |     | 14  |     |     |     | 0   |
| 29  | Mark Ritchey     |     |     |     |     |     | 16  | 14  |     |     |     |     |     | 0   |
| 30  | Tony Ave         |     |     |     |     |     | RET |     |     |     | 15  |     | RET | 0   |
| 31  | Scott Wood       |     |     |     |     |     |     |     |     |     |     |     | 15  | 0   |
| 32  | Fausto Galdi     |     |     |     | RET |     | 17  |     |     |     |     |     |     | 0   |
| 33  | Russell Spence   |     |     |     |     |     |     |     |     |     |     |     | RET | 0   |
| Pos | Driver           | STP | PHX | LBH | ALA | IMS | TEX | ROA | IOW | TOR | MDO | POC | GAT | Pts |

| Pos | Driver           | STP | PHX | LBH | ALA | IGP | TEX | ROA | IOW | TOR | MDO | POC | GAT | Pts |
| --- | ---------------- | --- | --- | --- | --- | --- | --- | --- | --- | --- | --- | --- | --- | --- |
| 1   | Bryan Herta      | 2   | 3   | 1   | 2   | 4   | 1   | 1   | 13  | 1   | 1   | 1   | 1   | 213 |
| 2   | Franck Fréon     | 9   | 2   | RET | 4   | 1   | 3   | 2   | 7   | 5   | 6   | 3   | RET | 122 |
| 3   | Steve Robertson  | 8   | 1   | RET | 1   | RET | 2   | 13  | 1   | RET | 2   | RET | 8   | 107 |
| 4   | Pedro Chaves     | 6   | 4   | 10  | RET | 7   | 5   | 3   | 9   | 2   | 3   | 7   | 4   | 105 |
| 5   | Robbie Groff     | 3   | 5   | RET | 3   | RET | 4   | 5   | 2   | RET | RET | 4   | 3   | 103 |
| 6   | Nick Firestone   | RET | RET | 2   | 13  | 6   | 11  | 6   | 8   | 4   | 5   | 2   | 6   | 85  |
| 7   | Fredrik Ekblom   |     | 7   | 8   | RET | 2   | RET | 4   | 5   | 9   | 8   | 5   | 5   | 78  |
| 8   | Harald Huysman   | 7   | 8   | 6   | 6   | RET | 7   | 7   | 3   | 7   | 7   | 10  | 14  | 68  |
| 9   | Greg Moore       | 5   | 17  | 5   | 8   | 3   | 10  | 8   | RET | RET | 4   | 8   | RET | 64  |
| 10  | Sandy Brody      | 1   | 15  | 9   | RET | RET | RET | DNS | 6   | 8   | 14  | 12  | 7   | 44  |
| 11  | Buzz Calkins     |     | 11  | 4   | 10  | 11  | 13  | RET | 4   | 11  | 13  | 6   | 10  | 44  |
| 12  | Eddie Lawson     |     |     |     |     | 8   | 9   |     | 10  | 3   | RET |     | 2   | 42  |
| 13  | Robert Amrén     | 10  | 6   | 3   | RET |     | 6   | 12  | DNS | RET |     |     |     | 34  |
| 14  | Hubert Haupt     |     | RET | 12  | 7   | 10  | 8   | 9   |     | 6   | 9   | RET | RET | 31  |
| 15  | César Jiménez    | RET | 9   | 7   |     |     | 12  | RET | 11  | RET | 10  | 11  | RET | 19  |
| 16  | Bob Dorricott Jr | DNS | 10  | RET | 9   | 5   |     | RET |     | 12  |     |     | 12  | 19  |
| 17  | Jeff Ward        | 4   | 16  | 11  | 11  | RET |     |     |     |     |     |     |     | 16  |
| 18  | Scott Schubot    | 11  | 13  | 13  | 12  | 9   | 15  | 10  | 12  | 10  | 11  | RET |     | 16  |
| 19  | James Weaver     |     | RET |     | 5   |     | RET | 14  |     |     | RET | 9   | RET | 14  |
| 20  | Mark Dismore     |     |     |     |     |     |     |     |     |     | RET |     | 9   | 4   |
| 21  | Bob Reid         |     |     |     | 14  |     | 14  | 11  |     |     |     |     |     | 2   |
| 22  | Jack Miller      | RET | 18  | RET | RET | 12  | 19  | 15  | 14  | 13  | 12  | RET | RET | 2   |
| 23  | Yukio Okamoto    |     |     |     |     |     |     |     |     |     |     |     | 11  | 2   |
| 24  | Ray Richter      |     | 12  |     |     | 13  |     |     |     |     |     |     |     | 1   |
| 25  | David Pook       |     |     |     |     |     |     |     | RET |     |     |     | 13  | 0   |
| 26  | Richard Nauert   |     | 14  |     |     |     | 18  |     |     |     |     |     | 16  | 0   |
| 27  | Mike Palumbo     |     | RET | 14  | RET |     |     |     |     |     |     |     |     | 0   |
| 28  | Tom Finnelly Jr  |     |     |     |     |     |     |     |     | 14  |     |     |     | 0   |
| 29  | Mark Ritchey     |     |     |     |     |     | 16  | 14  |     |     |     |     |     | 0   |
| 30  | Tony Ave         |     |     |     |     |     | RET |     |     |     | 15  |     | RET | 0   |
| 31  | Scott Wood       |     |     |     |     |     |     |     |     |     |     |     | 15  | 0   |
| 32  | Fausto Galdi     |     |     |     | RET |     | 17  |     |     |     |     |     |     | 0   |
| 33  | Russell Spence   |     |     |     |     |     |     |     |     |     |     |     | RET | 0   |
| Pos | Driver           | STP | PHX | LBH | ALA | IMS | TEX | ROA | IOW | TOR | MDO | POC | GAT | Pts |

| Cor             | Resultado                            |
| --------------- | ------------------------------------ |
| Ouro            | Vencedor                             |
| Prata           | 2º lugar                             |
| Bronze          | 3º lugar                             |
| Verde           | 4º e 5º lugares                      |
| Azul claro      | 6º–10º lugares                       |
| Azul escuro     | Completou a corrida (fora do Top 10) |
| Roxo            | Não completou a corrida              |
| Vermelho        | Não se classificou (NQ)              |
| Marrom          | Retirou-se da corrida (Wth)          |
| Preto           | Desclassificado (DSQ)                |
| Vermelho escuro | Não largou (DNS)                     |
| Vermelho escuro | Abandonou a corrida (C)              |
| Vazio           | Não participou                       |